# Ludwig Friedrich Hesse
Ludwig Friedrich Hesse (* 2. September 1783 in Rudolstadt; † 28. März 1867 ebenda) war ein deutscher Historiker.

## Leben
Der Sohn des Konrektors und Konsistorialrates Johann Ludwig Hesse besuchte ein Gymnasium in seiner Geburtsstadt. Ab 1801 studierte er an der Universität Leipzig Theologie, Altertumswissenschaften und Philologie. Im Jahr 1805 erhielt er den Doktor, danach wurde er Dozent. Daraufhin wurde er Collaborator am Gymnasium in Rudolstadt und Stellvertretender Verwalter der fürstlichen Bibliothek. Am gleichen Gymnasium wurde Hesse im Jahr 1807 Subrektor. 1810 ernannte man ihn zum Professor am Gymnasium und im Jahr 1819 zum Direktor. Ihm war gestattet, das Archiv seiner Heimatstadt für Arbeiten zu verwenden; im Jahr 1837 verließ er das Gymnasium und wurde am Archiv als Archivar und Bibliothekar angestellt. Zudem war Ludwig Hesse Mitglied mehrerer in- wie auch ausländischer Vereine. Hesse hatte auch eine Autobiografie verfasst.

## Werkauswahl
- Geschichte des Klosters Paulinzelle. Rudolstadt 1815
- Taschenbuch, der Geschichte und Topographie Thüringens gewidmet
  - Erstes Bändchen Rudolstadt und Schwarzburg nebst ihren Umgebungen. Verlag der Hof-Buch- und Kunst-Handlung, Rudolstadt 1816 (Digitalisat in der Bayerischen Staatsbibliothek)
- Die Jahrbücher des Lambert von Hersfeld, nach der Ausgabe der monumenta Germaniae übersetzt
- Verzeichniß schwarzburgischer Gelehrter aus dem Auslande
- Geschichte des Schlosses Kevernburg. In: Neue Zeitschrift für die Geschichte der Germanischen Völker, Band 1, Heft 1 1832, S. 27 ff.
- Geschichte der Kevernburg bei Arnstadt im Fürstenthume Schwarzburg-Sondershausen. In: Thüringen und der Harz, Band 5, 1841